# Шапко, Даниил Владимирович
Даниил Владимирович Шапко (бел. Данііл Уладзіміравіч Шапко; род. 29 апреля 2001, Минск) — белорусский футболист, вратарь могилёвского «Днепра».

## Карьера

### «Динамо» Минск
Воспитанник футбольной академии минского «Динамо». Первым тренером футболиста был Сергей Павлович Масловский. В 2018 году футболист стал выступать за дублирующий состав клуба. В июне 2020 года футболист стал подтягиваться к матчам с основной командой клуба. Дебютный матч за клуб и в Высшей лиге провёл 20 июня 2020 года против «Энергетика-БГУ». Провёл за основную команду 2 матча и затем стал резервным вратарём. В июле 2020 года футболист продлил с клубом контракт. В начале следующего сезона футболист футболист продолжил выступать за дублирующий состав, затем пару раз попав в заявку основной команды.

#### Аренда в «Сморгонь»
В июле 2021 года футболист на правах арендного соглашения присоединился к «Сморгони» до конца сезона. Дебютировал за клуб 25 июля 2021 года в матче против «Ислочи». В клубе футболист выступал преимущественно в роли резервного вратаря, проведя за сезон 5 матчей. По итогу сезона закончил чемпионат на итоговом предпоследнем месте. По окончании срока арендного соглашения футболист покинул клуб.

#### Аренда в «Макслайн»
В начале 2022 года футболист выступал в дублирующем составе минского «Динамо». В июле 2022 года футболист отправился в «Макслайн» на правах арнлного соглашения до конца сезона. Дебютировал за клуб 16 июля 2022 года в матче против «Островца». Футболист быстро закрепился в основной команде, став основным вратарём. По итогу сезона вместе с клубом закончил чемпионат на итоговом четвёртом месте, отправившись в стыковые матчи на повышение в классе, в которым сам футболист участие не принимал.
В марте 2023 года «Макслайн» продлил аренду футболиста ещё на сезон. Новый сезон футболист начал с матча 22 апреля 2023 года против «Молодечно-2018». Однако футболист по итогу первой половины сезона провёл за клуб лишь 4 матча во всех турнирах. В июне 2023 года футболист покинул клуб.

#### Аренда в «Барановичи»
В июле 2023 года футболист на правах арендного соглашения присоединился к «Барановичам» до конца сезона. Дебютировал за клуб 15 июля 2023 года в матче против «Слонима-2017». Футболист сразу же смог закрепиться в основной команде клуба, став основным вратарём. По итогу сезона вместе с клубом занял итоговое шестое место в чемпионате. По окончании срока арендного соглашения футболист покинул клуб.

### «Днепр-Могилёв»
В январе 2024 года футболист перешёл в могилёвский «Днепр», подписав с клубом двухлетний контракт.

## Международная карьера
В 2021 году вызывался в молодежную сборную Беларуси. Осенью 2021 года принимал участие в квалификационных матчах на молодёжный чемпионат Европы, однако за сборную так и не дебютировал.

## Клубная статистика
| Выступление      | Выступление      | Выступление      | Лига | Лига | Кубки | Кубки | Конт. кубки | Конт. кубки | Итого | Итого |
| Клуб             | Лига             | Сезон            | Игры | Голы | Игры  | Голы  | Игры        | Голы        | Игры  | Голы  |
| ---------------- | ---------------- | ---------------- | ---- | ---- | ----- | ----- | ----------- | ----------- | ----- | ----- |
| Динамо (Минск)   | Высшая лига      | 2020             | 2    | 0    | 0     | 0     | 0           | 0           | 2     | 0     |
| Динамо (Минск)   | Итого            | Итого            | 2    | 0    | 0     | 0     | 0           | 0           | 2     | 0     |
| → Сморгонь       | Высшая лига      | 2021             | 5    | 0    | 0     | 0     | 0           | 0           | 5     | 0     |
| → Сморгонь       | Итого            | Итого            | 5    | 0    | 0     | 0     | 0           | 0           | 5     | 0     |
| Всего за карьеру | Всего за карьеру | Всего за карьеру | 7    | 0    | 0     | 0     | 0           | 0           | 7     | 0     |